# Église des Dominicains de Bolzano
Pour les articles homonymes, voir Église des Dominicains.
L’église des Dominicains (en italien Chiesa dei Domenicani, en allemand Dominikarskirche) est une église gothique située à Bolzano, dans le Trentin-Haut-Adige, en Italie. Elle dépend du diocèse de Bolzano-Bressanone.

## Histoire
L’église date du XIIIe siècle.

## Galerie photographique

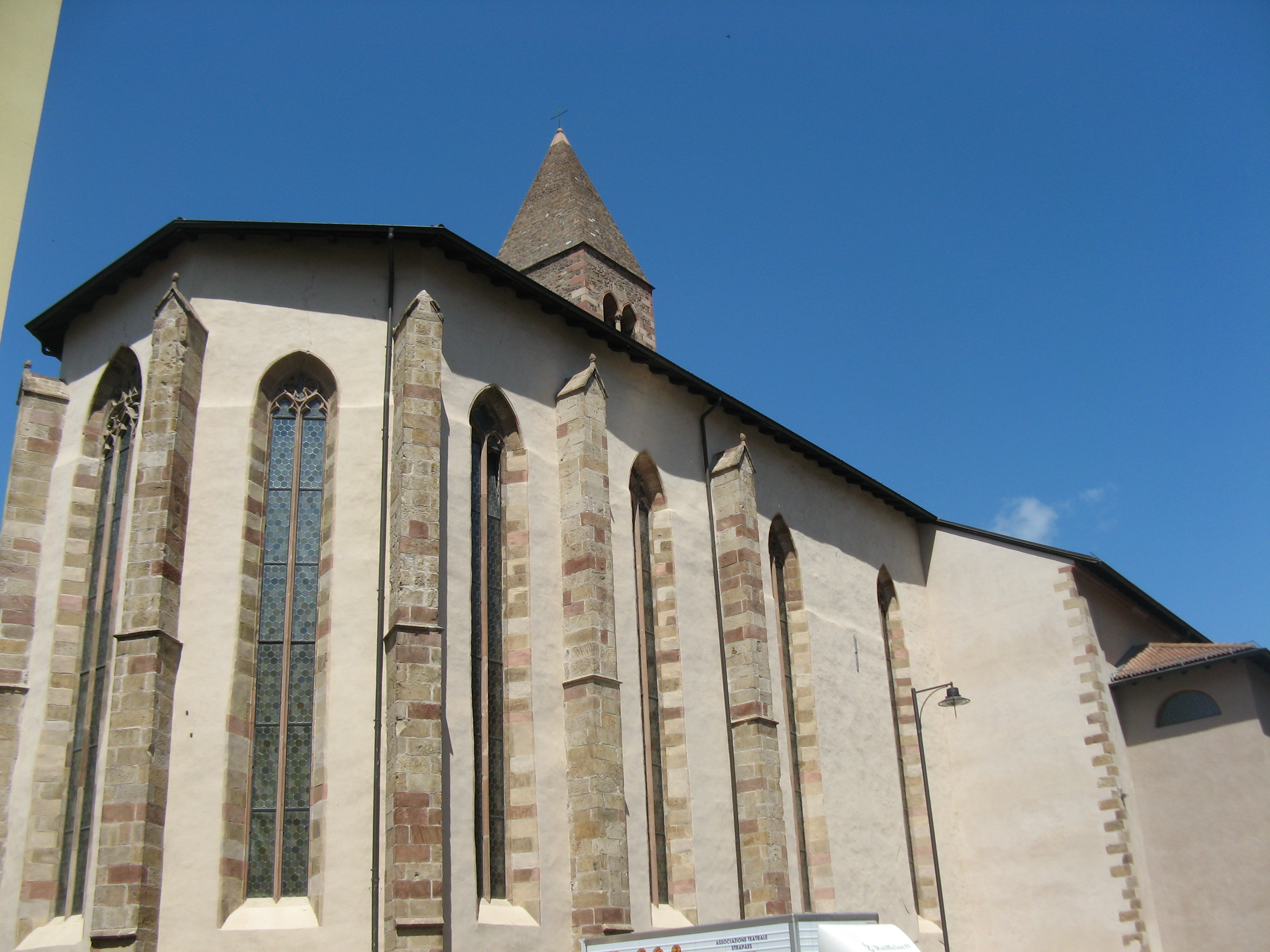
Le presbytère.
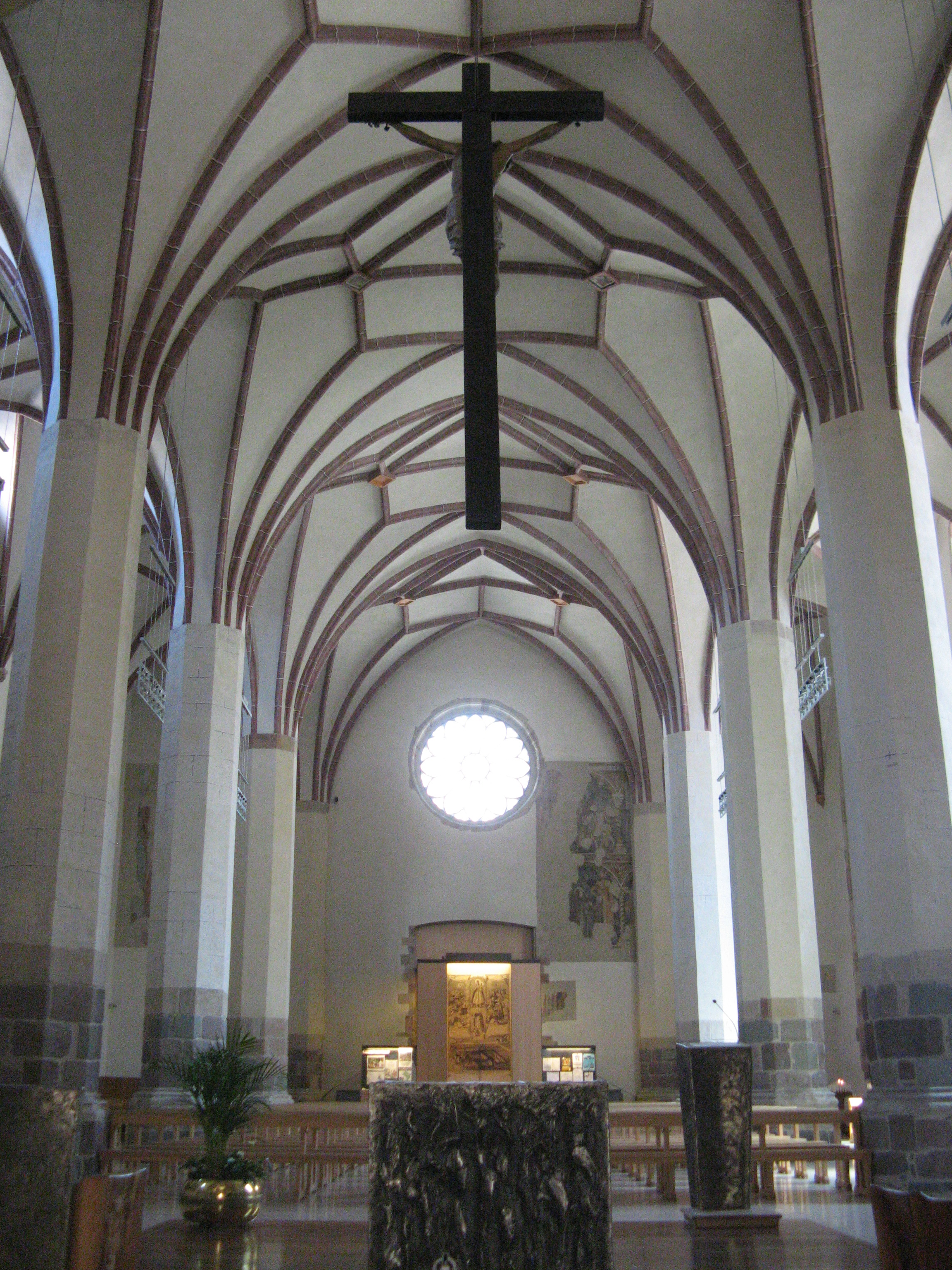
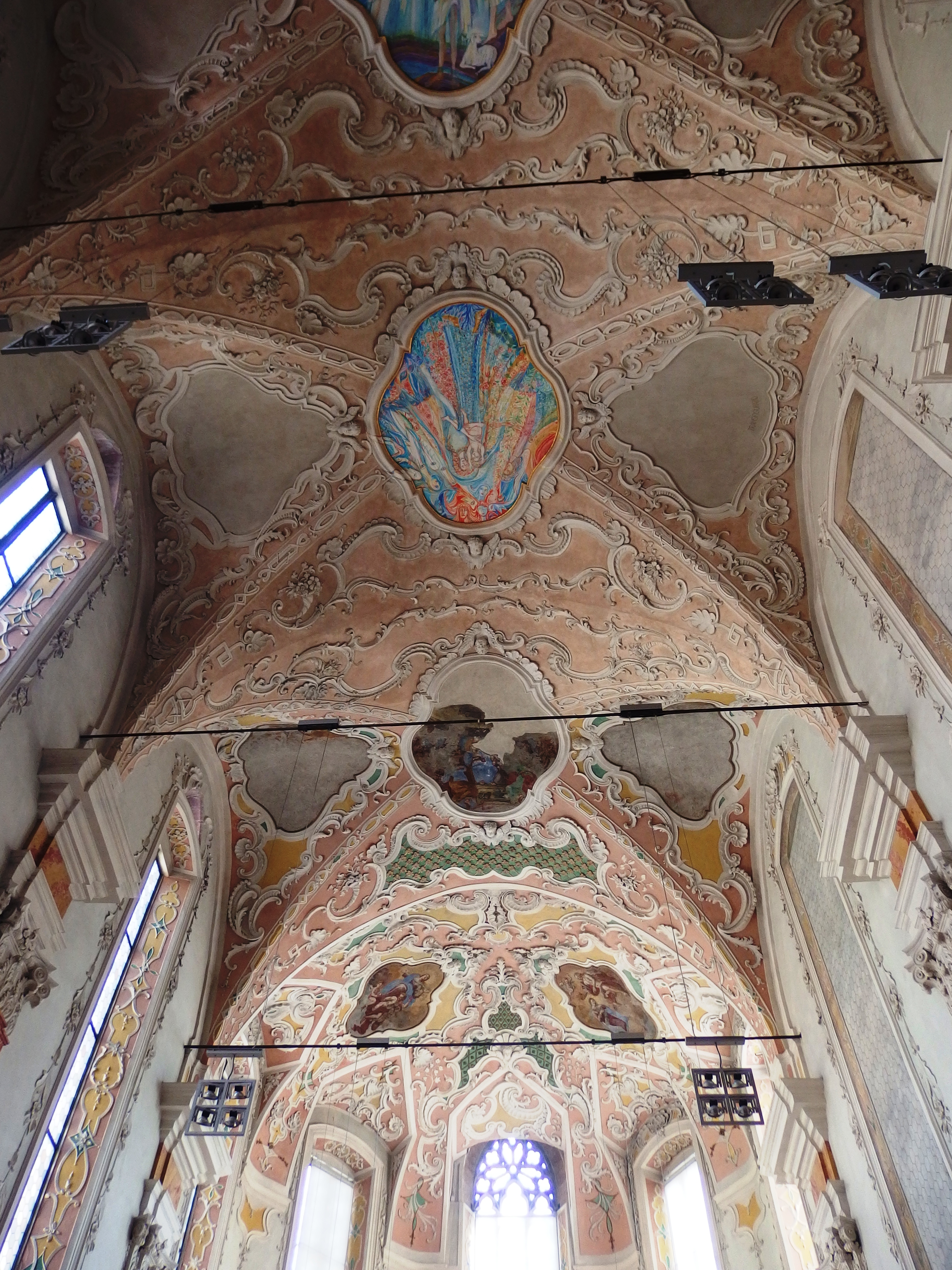

## Source
- (it) Cet article est partiellement ou en totalité issu de l’article de Wikipédia en italien intitulé « Chiesa dei Domenicani (Bolzano) » (voir la liste des auteurs).